# Meldert (Flandre-Orientale)
Pour les articles homonymes, voir Meldert.
Meldert est une section de la ville d'Alost dans le Denderstreek, située en Belgique en Région flamande dans la province de Flandre-Orientale. C'était une commune à part entière avant la fusion des communes de 1977.

## Démographie

### Évolution démographique
- Sources : INS, Rem. : 1831 jusqu'en 1970 = recensements, 1976 = nombre d'habitants au 31 décembre[2].

## Patrimoine

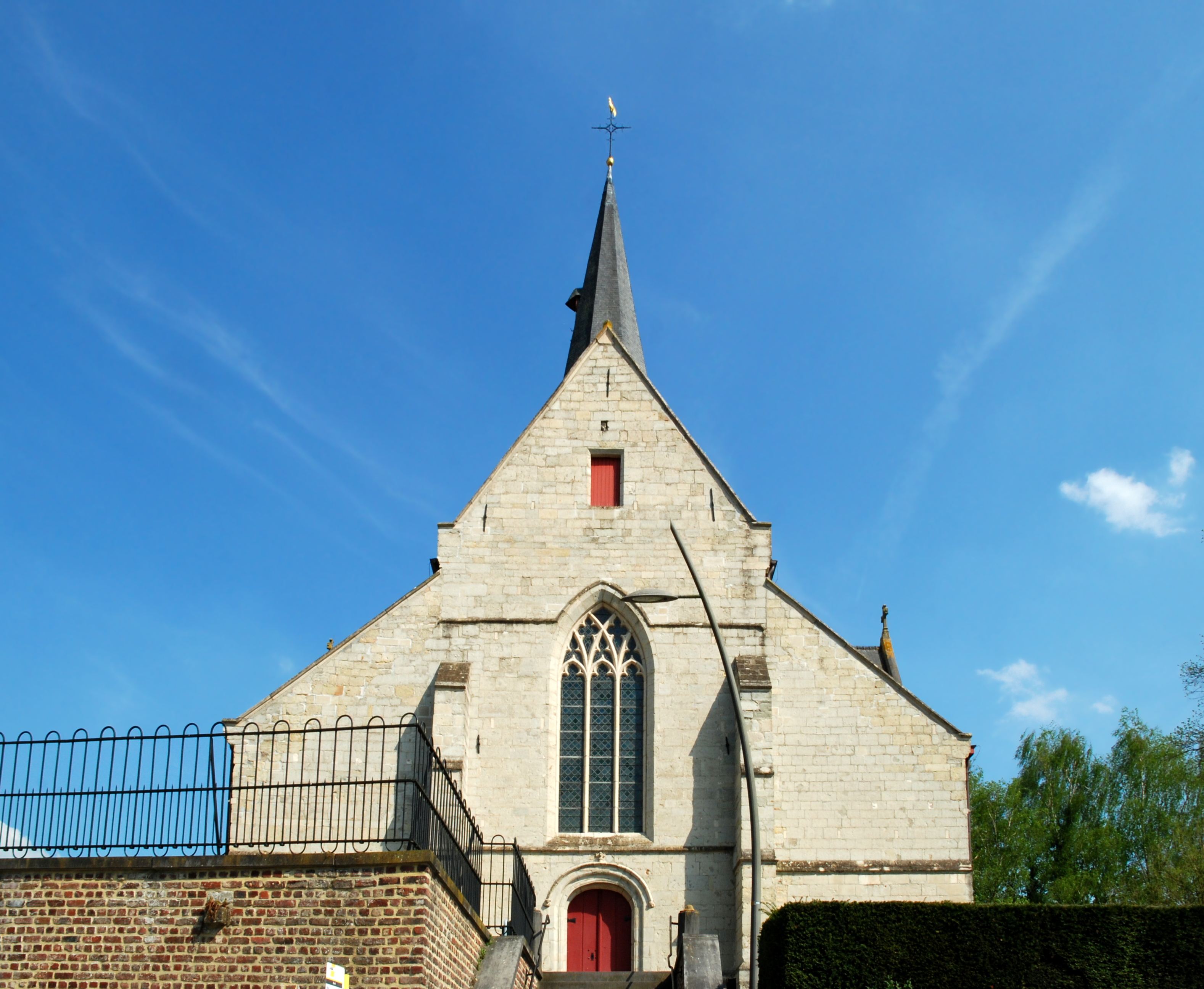
Église Sainte-Walburge de Meldert.

- Église Sainte-Walburge de Meldert